# Zapovednik Kaloezjskië Zaseki
Zapovednik Kaloezjskië Zaseki (Russisch: Государственный природный заповедник Калужские засеки) is een strikt natuurreservaat in de oblast Kaloega in het westen van Europees Rusland. De oprichting tot zapovednik vond plaats op 5 november 1992 per decreet (№ 849/1992) van de regering van de Russische Federatie en heeft een oppervlakte 185,33 km², verdeeld over twee clusters. Ook werd er een bufferzone van 19,35 km² ingesteld. Het bestaat grotendeels uit zeer oude bossen en is vanwege zijn diversiteit tot een beschermd gebied verklaard.

## Geschiedenis
Het Russische woord zaseki duidt op "barricades van omgevallen bomen" die vijandige troepen afweren. Deze barricade werd gebruikt om cavalerie tegen te houden en waren een ernstig obstakel voor vijandige soldaten te voet. Deze natuurlijke barrière en de bossen die binnen deze barricades vielen werden strikt beschermd. In de 12e eeuw, toen Moskou werd gesticht werden de eerste barricades gebouwd rondom de rivier Oka. In het midden van de 16e eeuw bereikten ze al een lengte van 600 km en strekten zich uit van Kozelsk tot Rjazan om Moskou te beschermen tegen het Pools-Litouwse Gemenebest en tegen aanvallen van Krim-Tataren en Kazan-Tataren. In 1566 werd deze barricade zo belangrijk gevonden dat tsaar Ivan IV van Rusland ze hoogstpersoonlijk kwam inspecteren.
Aan het eind van de 18e eeuw speelden de barricades geen belangrijke rol meer en werden grote stukken bos gecultiveerd en gekapt. De bossen die uiteindelijk overbleven bevinden zich in de huidige Oblast Kaloega, mede dankzij een mandaat van tsaar Peter I van Rusland om de bossen te behouden. Alle rondom gelegen bossen die niet beschermd werden, zijn voor zeker de helft gekapt. De bossen die eens tot de barricade behoorden zijn behouden gebleven en liggen vandaag de dag in Zapovednik Kaloezjskië Zaseki, Nationaal Park Orlovskoje Polesje en Nationaal Park Oegra. Ondanks dat deze gebieden pas recentelijk officieel beschermd werden, zijn ze in feite al bijna 1000 jaar lang beschermd.

## Deelgebieden
Het gebied bestaat uit twee clusters, die 12 km van elkaar verwijderd zijn. Het zuidelijke cluster heeft een oppervlakte van 117,84 km² en het noordelijke cluster heeft een oppervlakte van 67,49 km².

## Flora en fauna
Ongeveer 1/5 deel van Kaloezjskië Zaseki is niet door mensenhanden bewerkt en kan geclassificeerd worden als oerbos. Er zijn duizenden zomereiken (Quercus robur), grove dennen (Pinus sylvestris) en fijnsparren (Picea abies) in het gebied die ouder zijn dan 100 en 150 jaar. Andere belangrijke bosvormers zijn de winterlinde (Tilia cordata), ratelpopulier (Populus tremula), bergiep (Ulmus glabra), Spaanse aak (Acer campestre), Noorse esdoorn (Acer platanoides), ruwe berk (Betula pendula) en zachte berk (Betula pubescens).
Er komen in het gebied elanden (Alces alces), edelherten (Cervus elaphus) en reeën (Capreolus capreolus) voor en de bever (Castor fiber) heeft het gebied geherkoloniseerd. Ook leven wolven (Canis lupus) in de zapovednik en leeft er een variëteit aan roofvogels, waaronder de bastaardarend (Clanga clanga), schreeuwarend (Clanga pomarina), dwergarend (Hieraaetus pennatus), slangenarend (Circaetus gallicus) en zwarte wouw (Milvus migrans). Andere vermeldenswaardige broedvogels zijn het auerhoen (Tetrao urogallus), hazelhoen (Tetrastes bonasia), witrugspecht (Dendrocopos leucotos), zwarte specht (Dryocopus martius), draaihals (Jynx torquilla), kleine vliegenvanger (Ficedula parva) en krekelzanger (Locustella fluviatilis). Er waren plannen om de wisent (Bison bonasus) te herintroduceren, maar deze kwamen al uit zichzelf naar het gebied toe, vanuit het naburige Nationaal Park Orlovskoje Polesje waar ze sinds 1996 leven.